# 大孤家镇
大孤家镇，是中华人民共和国辽宁省抚顺市清原满族自治县下辖的一个乡镇级行政单位。

## 行政区划
大孤家镇下辖以下地区：
大孤家社区、一面山村、湾龙泡村、半拉山村、清河北村、刘家沟村、王大堡村、泉眼头村、松树嘴村、大甘河村、小甘河村、兴隆台村、王小堡村和大孤家村。